# I.n.g
i.n.g是台灣的新晉三人少女歌手組合，在2006年4月成立，隸屬於台灣艾迴音樂公司與哇哈哈製作有限公司經紀部。她們初出道就已立即得到台灣職棒四大球隊之一的兄弟象隊採用她們的主打歌「健健美」成為球隊的2006年度的加油主題曲。

## 名稱的意思
i.n.g這個名稱有兩重意思：
1. 其一，是三位成員Ida、Nara和Gillian的英文名縮寫；
2. 其二，根據艾迴唱片的官方說法，「是因為這三位活力團員總是動個不停、跳個不停，總是保持在現正進行『說』或『跳』或『唱』的狀態中」[2]，所以取了英語對進行中的動作後綴「-ing」作為名稱的取材。

## 作品列表
- 2006年：《Lucky Star幸運星》

```
  ※這專輯是i.n.g唯一一張專輯
```

01. 健健美
02. 雨北企
03. 中場時間
04. 一手遮天
05. Beep Beep Beep
06. Lucky Star 幸運星
07. 愛像傻瓜
08. 青蘋果
09. 想愛
10.	甜蜜的吻

## 專輯版本
lucky star《CD+VCD》收錄：健健美MV完整版＋獨家收藏MV幕後直擊VCD（2006年5月5日發行)
健美魔力特別版《CD+DVD》收錄：Lucky Star幸運星MV + 中場時間MV + 愛像傻瓜MV + 特選【健健美】MV加油版 + 健美魔力CF幕後直擊i.n.g (2006年6月16日發行)